# Rhizopogoniella
Rhizopogoniella is een monotypisch geslacht van schimmels behorend tot de familie Hymenogastraceae. Het bevat alleen Rhizopogoniella haasii.